# Várossy Mihály
Várossy Mihály, Városi Mihály Illés (Szeged, 1844. szeptember 21. – Rákospalota, 1922. október 28.) polgáriskolai tanár, író, költő.

## Élete
Várossy Mihály gombkötőmester és Pénteky Rozália fia. A főgimnáziumot szülőhelyén végezte. Ekkor Vácra ment, ahol a minorita szerzetbe lépett és mint próbaéves újonc 1868-ban a teológiát hallgatta; de 1867-ben a kegyes tanítórendbe lépett át és ismét Vácon töltött egy évet. 1868-ban Nagykárolyba küldték tanárnak; 1869-ben Pozsonyszentgyörgyre helyezték át, ahol a teológia IV. évfolyamát is elvégezte és 1870. augusztus 17-én Vácon a kegyesrend főnöke Nagykárolyba helyezte gimnáziumi tanárnak és segédlelkésznek. Társaival történt egyenetlenkedése miatt Debrecenbe küldték tanárnak, ahol három évet töltött. 1874. július 31-én a papi pályát elhagyta, a református vallásra tért át és augusztus 17-én megnősült, feleségül vette Sallai Rózát, Sallai Rafael lányát. A magyar kormány a lippai (Temes vármegye) polgári iskolához nevezte ki tanárnak; azonban itt se volt nyugta, mert az igazgatóval történt összeférhetetlensége miatt, saját kérelmére 1891. április 21-én a zalaegerszegi polgári iskolához a latin, a kereskedelmi középiskolához pedig a francia nyelv tanszékére helyeztetett át. Később a homonnai állami felső kereskedelmi iskola tanára volt. 1907-ben Kőszegre helyezte át a vallás és közoktatásügyi miniszter. Halálát hurutos tüdőlob okozta.

## Írásai
Költeményeket írt a következő hirlapokba és folyóiratokba: Szegedi Hiradó (1864), Fővárosi Lapok (1864), Eger (1867), Arany Trombita, Csodabogár, Népszava, Népzászlója, Szatmár (1868-70), Kis Tükör, Arany Kürt (1869-70), Debreczeni Értesítő, Ifjúsági Könyvtár, Kis Vasárnapi Ujság, Kecskeméti Lapok, Sárrét, Szabolcsmegyei Közlöny, Üstökös (1871-74), Hasznos Mulattató, Lányok Lapja, Bácska, Falusi Könyvtár, Házi Kincstár, Nagy-Várad, Zalai Közlöny, Zalai Tanügy, Zala, Temesi Lapok (1874-81), Aradi Közlöny, Délibáb, Magyarországi Lapok, Gombostű, Gyermekvilág, Kis Mulattató, Krassói Lapok, Leányvilág, Magyar Állam, Napsugár, Nemzeti Hirlap, Orosházi Közlöny, Temesvári Hirlap, Vásárhelyi Közlöny, Vingai Néplap, Délvidéki Nemzetőr, Magyar Gazdasszonyok Lapja, Őrangyal, H.-M.-Vásárhely, Korunk, Radna-Lippa, Budapest, Orosházi Ujság, Nagy-Szalonta, Világ Tükre (1882-90); Radna-Lippa és Vidéke, Kis Ujság, Zalamegye, Zalaegerszeg, Zuhany, Keszthely, Keszthelyi Hirlap, Délvidék, Magyar Néplap, Muraköz, Divat-Szalon, Magyar Nők Lapja sat., valamint a Wajdits Naptáraiban Nagy-Kanizsán. 1879-től.

## Munkái
- Csokor és billikom. 280 köszöntő vers Mária Valeria főherczegnőnek ajánlva s ő felsége által 10 aranynyal kitüntetve. Arad, 1878. (2. bőv. kiadás. Nagy-Kanizsa, 1879.).
- A három Hunyadi (Anthologia 68 írónak 160 költeménye, ezek közt szerzőnek 32 verse): Nagy-Kanizsa, 1879. (2. kiadás. Bpest, 1880.).
- Híres magyar nők. (32 írónak 65 szavalata). Arad, 1880. (2. kiadás. Uo. 1881.).
- Népies Füzetek. (Vőfénykötelesség, Szerencsekönyv, Sybilla, Tündér Ilona, Szeged pusztulása, Rudolf trónörökös sat.) Nagy-Kanizsa, 1882-91. (Wajdits kiadása.)
- Virág-, legyező- és kendőnyelv eredeti versekben. Uo. 1883.
- Női szavalatok. (87 írónak 190 költeménye, melyek közül 40 a szerzőé). Uo. 1883.
- Családi költemények. Arad, 1883. (114 eredeti vers).
- Bordalok. Szeged, 1884. (252 eredeti költemény).
- Népies történeti elbeszélések I-IV. (Árpád, Attila, Dózsa György, Szent-István, Szent László, Nagy-Kanizsa, 1882-91. Öt füzet.
- Hitvirágok. Uo. 1885. (94 eredeti vallásos költemény) és Arad, 1901.
- Magyar népfölkelők dalai. Arad, 1887. (Anthologia, 22 író 50 verse, melyek fele a szerzőé: Kutny, Kriván sat. álnevek alatt).
- Anyósdalok. Uo. 1893.
- Népdalok. Uo. 1893.
- Honfidalok. Uo. 1893.
- A családok hóhéra. (Gróf Semmiházy). Eredeti regény. Bpest, 1899.
- A zárda titkai. Társadalmi regény. Uo. 1902.
- Bibliai nők. Arad, 1908. (Anthologia, 54 írónak 117 költeménye).

## További információ
- Új magyar irodalmi lexikon. Főszerk. Péter László. Bp., Akadémiai Kiadó, 1994.